# المنطقة التنموية الغربية البعيدة
المنطقة التنموية الغربية البعيدة هي إحدى الأقاليم الخمسة في النيبال. يبلغ عدد سكانها 2,552,517 نسمة وذلك حسب إحصائيات سنة 2011 تبلغ مساحتها 19,539 كم². تحتوي على مديريتين وتسعة مقاطعات.